# Godzilla: King of the Monsters
Godzilla: King of the Monsters är en amerikansk science fiction-monsterfilm från 2019 som är regisserad av Michael Dougherty och är skriven av Dougherty, Max Borenstein och Zach Shields. Filmen är en uppföljare till Godzilla (2014) och är den 35:e filmen i Godzilla franchise, och den tredje filmen att helt bli producerad av en Hollywood studio. Huvudrollerna i filmen spelas av Kyle Chandler, Vera Farmiga, Millie Bobby Brown, Bradley Whitford, Sally Hawkins Charles Dance ochThomas Middleditch. Den är tillägnad åt verkställande producenten Yoshimitsu Banno och den ursprungliga Godzilla-dräktartisten Haruo Nakajima, som båda dog 2017.
Godzilla: King of the Monsters hade biopremiär i Sverige den 29 maj 2019. Den fick blandade recensioner, med beröm för de visuella effekterna, actionsekvenser, film och musikalisk poäng men kritik riktad mot stimulans, berättelse och karaktärer. Uppföljaren, Godzilla vs. Kong, släpptes den 26 mars 2021.

## Handling
Hjältarna i den kryptozoologiska byrån Monarch ställs inför en samling av historiens största monster när Godzilla möter Mothra, Rodan och den trehövdade King Ghidora. När de forntida superarterna man länge bara trodde var en myt reser sig så står hela mänsklighetens existens på spel. I filmen måste människor lita på Godzilla för att besegra kung Ghidorah, som har väckt andra titaner för att förstöra världen.

## Rollista
- Kyle Chandler – Dr. Mark Russell
- Vera Farmiga – Dr. Emma Russell

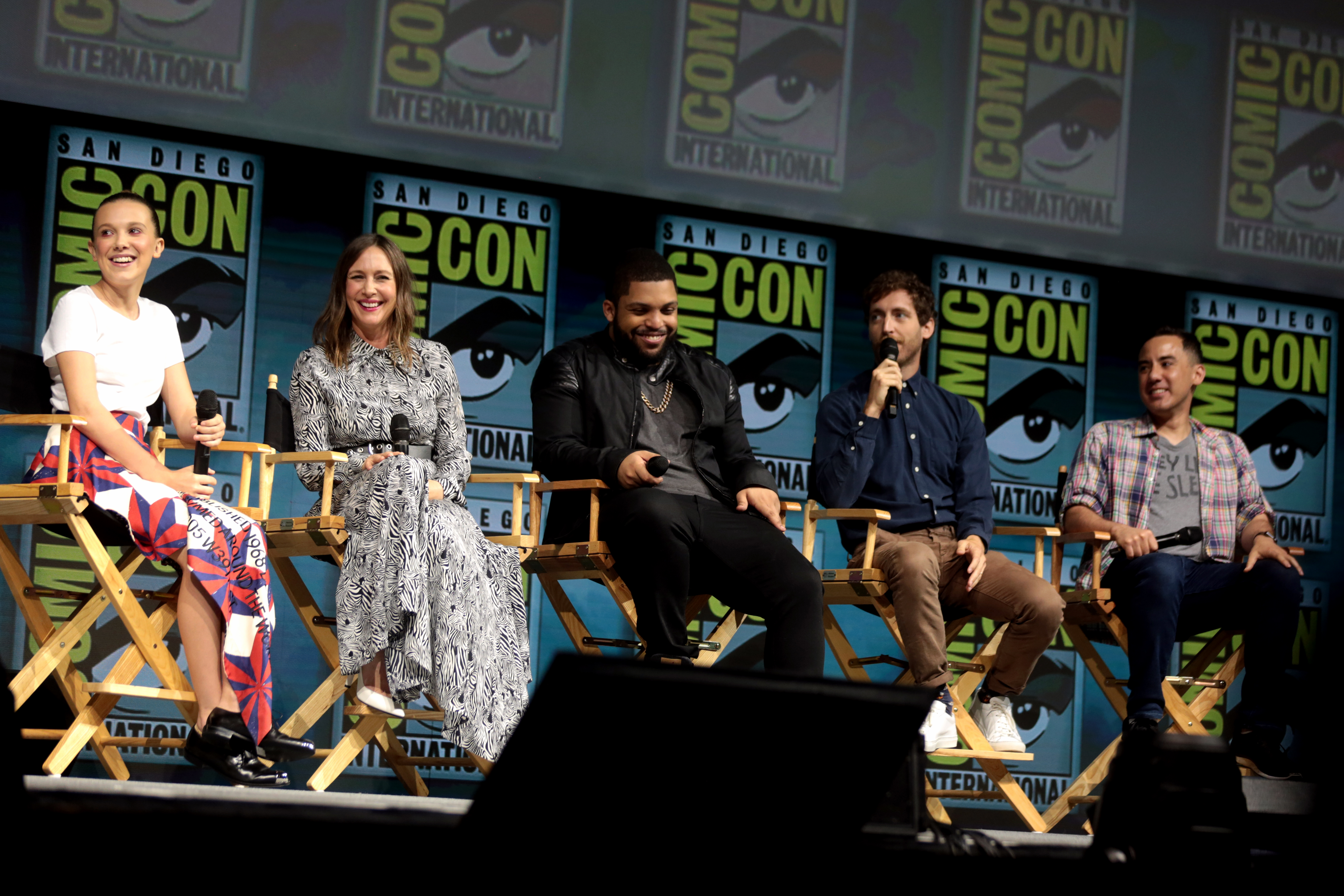
Några av skådespelarna i filmen.

- Millie Bobby Brown – Madison Russell
- Bradley Whitford – Dr. Rick Stanton
- Sally Hawkins – Dr. Vivienne Graham
- Charles Dance – Alan Jonah
- Thomas Middleditch – Sam Coleman
- Aisha Hinds – Colonel Diane Foster
- O'Shea Jackson Jr. – Jackson Barnes
- David Strathairn – Admiral William Stenz
- Ken Watanabe – Dr. Ishiro Serizawa
- Zhang Ziyi – Dr. Ilene Chen och Dr. Ling